# Biphyllus lunatus
Biphyllus lunatus – gatunek owada z rodziny Biphyllidae z rzędu chrząszczy.

## Ekologia
Gatunek związany biologicznie z grzybem warstwiakiem zwęglonym pasożytującym głównie na pniach jesionów, rzadziej brzóz, dębów i olch. Larwy żerują w owocnikach tego grzyba. Przepoczwarczenie odbywa się w glebie. Postacie dorosłe poza grzybem spotykano również pod odstającą przegrzybiałą korą oraz w chodnikach kornika, jeśniaka czarnego żerującego głównie na jesionie, rzadziej na dębie.

## Występowanie
Gatunek rozmieszczony w południowej i środkowej Europie, na północ docierający do Anglii i kilku południowych prowincji Fennoskandii, notowany ponadto z Algierii, Libii, Kaukazu i południowej Syberii. W Polsce chrząszcz ten należy do rzadkości, znany dotychczas tylko z dwóch krain.